# Thierry Saïdi
Thierry Saïdi (Épinal, 20 de febrero de 1965) es un deportista francés que compitió en piragüismo en la modalidad de eslalon. Ganó ocho medallas en el Campeonato Mundial de Piragüismo en Eslalon entre los años 1985 y 1997.

## Palmarés internacional
| Campeonato Mundial | Campeonato Mundial          | Campeonato Mundial | Campeonato Mundial |
| Año                | Lugar                       | Medalla            | Competición        |
| ------------------ | --------------------------- | ------------------ | ------------------ |
| 1985               | Augsburgo (RFA)             | Medalla de plata   | C2 por equipos     |
| 1989               | Río Savage (Estados Unidos) | Medalla de oro     | C2 por equipos     |
| 1989               | Río Savage (Estados Unidos) | Medalla de bronce  | C2 individual      |
| 1991               | Tacen (Yugoslavia)          | Medalla de oro     | C2 por equipos     |
| 1991               | Tacen (Yugoslavia)          | Medalla de bronce  | C2 individual      |
| 1993               | Mezzana (Italia)            | Medalla de plata   | C2 por equipos     |
| 1995               | Nottingham (Reino Unido)    | Medalla de plata   | C2 por equipos     |
| 1997               | Três Coroas (Brasil)        | Medalla de oro     | C2 por equipos     |